# Milan Pajk (starejši)
Milan Pajk, slovenski, geograf, zgodovinar in pisatelj, * 19. december 1876, Maribor, † 18. junij 1913 Ljubljana.

## Življenje in delo
Rodil se je v družini Janka Pajka. Ljudsko šolo in 1. razred gimnazije je končal v Brnu, ostale razrede gimnazije pa na Dunaju. Tu je nadaljeval tudi študij na univerzi (1894-1898). Najprej je študiral pravo, nato pa geografijo in zgodovino ter 1899 opravil profesorski izpit. Služboval je kot suplent na gimnaziji v Kranju (1898-1899), potem na učiteljišču v Ljubljani (1899-1901), od 1901 pa kot profesor na realki v Ljubljani, kjer je  poučeval še na višji dekliški šoli, pedagoškem tečaju, tečaju za meščansko-šolske učitelje in tečaju za podčastnike. Od 1903 je bil blagajnik Muzejskega društva za Kranjsko in zadnji 2 leti dopisnik centralne komisije za varstvo umetnostnih in zgodovinskih spomenikov na Dunaju. Leta 1898 je v Gabrščkovi Slovanski knjižnici pod psevdonimom Milovan izdal igro v 3 dejanjih Mlada Zora. Napisal je številne članke, razprave, ocene, poročila s področja arheologije, geografije in zgodovine ter nekrologe, zadnja leta pa je pisal tudi  zemljepisne učbenike: Zemljepis za srednje šole. Del 1 (COBISS); Zemljepis za srednje in njim sorodne šole. Del 2 (COBISS) ter sodeloval pri izdaji zemljevida slovenskega ozemlja, ki ga je izdala Slovenska matica.